# Tuberculacanthocinus baloghi
Tuberculacanthocinus baloghi är en skalbaggsart som beskrevs av Stefan von Breuning 1975. Tuberculacanthocinus baloghi ingår i släktet Tuberculacanthocinus och familjen långhorningar. Inga underarter finns listade i Catalogue of Life.